# Jean-François Montauriol

a Compétitions nationales et continentales officielles uniquement.

b Matchs officiels uniquement.
Dernière mise à jour le 25 décembre 2018.
Jean-François Montauriol, né le 21 mars 1983 à Muret, est un joueur de rugby à XV franco-italien qui évolue au poste de troisième ligne aile ou de deuxième ligne.

## Biographie
Remplaçant au Stade toulousain, il a fait quelques apparitions en équipe première en 2004-2005 et 2005-2006. Désormais professionnel, il a préféré ne pas signer dans un autre club en juin 2005 pour parfaire sa formation une année de plus et ainsi augmenter ses chances de porter le maillot rouge et noir. Lassé d'attendre qu'on lui face confiance, il signe à Venise Mestre Rugby en 2008 (emmené par le nouvel entraineur Christian Gajan).
Le 13 janvier 2009, il est convoqué par Nick Mallett pour le stage de préparation avant le Tournoi des Six Nations avec l'Italie, car il a des origines italiennes. Il sera remplaçant le 6 février, lors du match Angleterre-Italie au stade de Twickenham comptant pour le Tournoi des Six Nations 2009. Il rentre en jeu à la 76e minute à la place de l'ancien Biarrot Santiago Dellapè. Il participe à la tournée d'été en Australie et est titularisé lors du second test à Melbourne.

## Carrière
- ????-???? : Lombez Samatan club
- ????-2000 : Sporting Club Rieumois
- 2000-2008 : Stade toulousain ( France)
- 2008-2010 : Venise Mestre Rugby ( Italie)
- 2010-2015 : Rugby Rovigo ( Italie)
- 2015-2017 : Benetton Trévise ( Italie)
- 2017-2018 : I Medicei ( Italie)
- Depuis 2018 : Verona Rugby ( Italie)

## Palmarès
- Champion de France Espoirs : 2003
- Champion de France Reichel : 2002